# Tietoevry
Tietoevry is een Fins ICT-bedrijf, opgericht in 1968 met zijn hoofdzetel in Helsinki. Tietoevry is het grootste beursgenoteerde ICT bedrijf in Scandinavië. Naast vestigingen in Finland, Zweden en Noorwegen heeft het bedrijf vestigingen in Estland (Tallin), Letland (Riga), Tsjechië (Ostrava) en Pune (India). In 2017 had Tieto ongeveer 14.000 werknemers.

## Ontstaan
Tieto (Fins voor kennis, het wordt uitgesproken als tië-tô) vindt zijn oorsprong in 1968, toen de Suomen Yhdyspankki (Verenigde Bank van Finland) een bedrijf voor ICT-dienstverlening opzette: Tietotehdas (Fins voor gegevensfabriek). Ongeveer tegelijkertijd richtte de Sveriges Kommuner och Landsting (Zweedse organisatie van gemeenten en gemeenteraden, te vergelijken met de Vereniging van Nederlandse Gemeenten) een onderneming op voor het beheren van gegevens voor lokale autoriteiten en de gemeentelijke afdelingen in de gezondheidszorg. Deze werd later onderdeel van het Zweedse bedrijf Enator (opgericht in 1995).
In 1999 fuseerden de twee ondernemingen tot TietoEnator. Hierna werden in diverse landen ICT-, telecom en mediabedrijven of onderdelen van andere ondernemingen overgenomen, waaronder onderdelen van YLE, Ericsson en Nokia. In 2007 telde de onderneming ongeveer 16.000 werknemers en had een omzet van ruim 1,7 miljard euro.
Per 1 december 2008 is de naam gewijzigd in Tieto.
Per 1 juli 2013 zijn de activiteiten in Duitsland overgenomen door de Duitse investeerder Aurelius Group. Deze bedrijven gaan nu verder onder de naam brightONE.. Sindsdien focussed Tieto zich op de Noorse, Zweedse en Finse markt.
Na een flinke reorganisatie in 2015 met name in Finland en een nieuwe strategie groeit Tieto flink in Zweden en Noorwegen en weet het zijn marktleiderschap in Finland te behouden. De nieuwe strategie is met name gericht om Tieto's klanten te helpen met innoveren. Met name op het gebied van overheid, gezondheidszorg, financiële instellingen, retail, olie- en gasindustrie is Tieto een sterke speler.
Tieto levert de volgende diensten.
1) Industriegerichte oplossingen voor overheid, gezondheidszorg, financiële instellingen, retail, olie en gas, en houtverwerkingsindustrie
2) transformatieprogrammas om klanten te helpen transformeren
3) ICT-diensten zoals applicatieontwikkeling en -beheer, infrastructuurdiensten van mainframe tot cloudoplossingen.
Het klanten bestand bestaat voornamelijk uit klanten uit Finland, Zweden en Noorwegen. Een aantal klanten opereert wereldwijd en Tieto heeft kan ook buiten Scandinavië klanten. Een groot gedeelte van haar operatie wordt uitgevoerd in India, Tsjechië, Polen en Estland.